# Devasamudra, Hospet
Devasamudra là một làng thuộc tehsil Hospet, huyện Bellary, bang Karnataka, Ấn Độ.